# アクトビラ
アクトビラ（acTVila）は、WOWOW子会社の株式会社アクトビラが提供していた、ビデオオンデマンド形式のコンテンツ配信サービスである。

## 概要
インターネットのブロードバンド接続を利用して、対応しているデジタルチューナーを搭載したデジタルテレビ（薄型テレビ）やビデオレコーダー（DVDレコーダー・BDレコーダー）・デジタルチューナー、さらにはスマートフォン・タブレット端末向けに動画を提供していたポータルサービスである。
アクトビラの名称は「開く扉」と掛けており、ロゴも「開く扉」のイメージをもとに作成されている。
2007年（平成19年）9月よりアクトビラ社が動画コンテンツの配信サービスを開始した。
2017年に初代アクトビラの「ベーシック」がサービス提供を終了した。2020年2月からはテレビ向け動画配信サービスを紹介する「Chips!TV」を開始。オリジナル番組も放送されていたが、2022年3月31日にすべてのサービスを終了した。

## 特徴
対応機種をLANを介してブロードバンドインターネット接続し、独自規格の組み込み型ブラウザで動作した。2013年からは、スマートフォンやタブレット向けの配信も開始、視聴予約にも対応した。
コンテンツの作品数は、2013年12月時点で8万2000本だった。有料コンテンツの支払方法は、クレジットカードが基本で、一部作品はBitCashでの支払いに対応。また、FeliCaポートをリモコンに搭載したブラビアでは楽天Edyに対応。So-netIDの決済サービスであるSmashにも対応していた時期もあった。
映画の最新作のレンタル開始はレンタルショップと同じタイミングで、一部レンタル店より先に配信される番組もあった。レンタル料金は作品によるが2010年1月時点で映画は300円から600円程度（税抜）、ドラマやアニメは100円 - 200円（税抜）である。また、ドラマやアニメなどはパック購入により料金を割引くサービスも行っている。また、アクトビラのみでの配信をしているライブなど無料コンテンツもあった。
類似サービスとして、ケーブルテレビ局がセットトップボックスを介して提供しているビデオオンデマンド（J:COM VODほか）やNetflix、huluなどがある。

## サービス概要
アクトビラ ビデオ
画面内のウィンドウで動画表示（低解像度ストリーミング配信）
アクトビラ ビデオ・フル
全画面で動画表示、HDの配信もあり（高解像度ストリーミング配信）
アクトビラ ビデオ・ダウンロードレンタル
コンテンツをハードディスクに保存して、一定期間のみ視聴
アクトビラ ビデオ・ダウンロードセル
ハードディスクに保存して期限なしで視聴可能、各種メディアへのダビングも可能
動画配信はペイ・パー・ビューによる課金で100円～/番組（税抜）となっている。
「ビデオ・ダウンロードレンタル」及び「ビデオ・ダウンロードセル」は、開始当初TSUTAYA TVが提供していた。その後、同社が独立してサービス提供を開始したのに伴い、株式会社アクトビラの直営となっている。
なお、過去には天気予報、番組情報を文字や静止画で提供する「アクトビラ ベーシック」が存在した。これは、2017年9月27日にサービスを終了している。

## 対応テレビ
アクトビラ・ベーシックは、株式会社アクトビラの株主であるパナソニック・ソニー・シャープ・東芝・日立製作所の5社に加え、三菱電機・JVC・EIZO・船井電機などから発売された対応機種で利用できた。またJ:COMをはじめとするケーブルテレビでは、パナソニック・パイオニア・HUMAX製のセットトップボックスでも一部コンテンツが利用できた。パナソニック製はTナビ対応機種、ソニー製は、TVホーム対応機種でも利用可能だった。
外付けの機器としてはアクトビラ・ビデオ対応のBDレコーダーをソニー・パナソニック・三菱電機・シャープ・東芝が製品化した。また、三洋電機・マクセルのiVDRレコーダー、ソニー・バッファロー・アイ・オー・データ機器が発売する、インターネット上の動画配信サービスの映像を市販のテレビで見られるようにする「ネットワークテレビボックス」などもアクトビラ・ビデオに対応している。

## 技術概要
アクトビラ ビデオ
エンコード方式：MPEG-2
ビットレート：2M～4Mbit/Sec
必要回線速度：6Mbit/Sec以上
アクトビラ ビデオ・フル
エンコード方式：H.264 （MPEG-4 AVC）
ビットレート：4M～8Mbit/Sec
必要回線速度：12Mbit/Sec以上

## 沿革
松下電器（現在：パナソニックホールディングス）が自社のハイビジョンブラウン管テレビ「T（タウ）」と薄型テレビ「VIERA」の購入者向けに「Tナビ」を、ソニーコミュニケーションネットワーク(So-net)がソニーの薄型テレビ「BRAVIA」購入者向けに「TVホーム」をそれぞれ提供していた。2006年（平成18年）7月に両社が中心となってテレビポータルサービス（現株式会社アクトビラ）を設立した。
- 当初の出資比率
  - 松下電器：35%
  - ソニー＋So-net：35%
  - シャープ：10%
  - 東芝：10%
  - 日立：10%

2007年（平成19年）2月にパナソニックが展開する「Tナビ」とソニーが展開する「TVホーム」を統合。「アクトビラ・ベーシック」のサービスを開始した。
サービス開始時に提供されているポータルのコンテンツはベースとしている旧Tナビと代わり映えしなかったが、その後ビデオ・オン・デマンドサービス「アクトビラ・ビデオ」が提供されるなど、コンテンツを徐々に増やしていった。従来のサービスは「アクトビラ・ベーシック」と改名し、2017年まで運用された。

### 2007年（平成19年）
- 2月1日 - サービス開始。
- 4月25日 - 懸賞TV・So-net Photo・H.I.S 旅行ナビ・コメリ・ドットコム・ぐるなび・OKWaveなど10サイトを新たに加えリニューアルを行った。
- 5月25日 - Ask.jpと連携した「最旬検索キーワード」をサービスに追加した。
- 9月1日 - テレビポータルサービス株式会社から株式会社アクトビラへ社名変更[2]と同時に、ストリーミングによるビデオ・オン・デマンドサービス「アクトビラ ビデオ」、「アクトビラ ビデオ・フル」がスタート。（※ 9月1日 ～ 10月31日は、お試し期間として無料で視聴可能）
- 9月25日 - ケーブルテレビ大手のジュピターテレコムが、同社の加入者向けに開設しているテレビ用ポータル「インタラクTV」の中にアクトビラ・ベーシックのコンテンツを導入した「インタラクTV powered by アクトビラ」の提供を開始[3]。

### 2008年（平成20年）
- 4月1日 - アクトビラ・ポータルのデザインリニューアル。
- 4月3日 - 日本放送協会は同協会が提供するNHKオンデマンドのコンテンツ配信先としてアクトビラサービスを利用することを正式に発表した[4]。
- 6月6日 - TSUTAYA TV[5]サービス開始。
- 12月1日 - NHKオンデマンドサービス開始。
- 12月19日 - TSUTAYA TVにてダウンロードサービス開始[6]。

### 2009年（平成21年）
- 1月6日 - 不動産ジャンル（アットホーム）を追加。
- 3月12日 - ハイデフ映像配信サービス「TSUTAYA TV on acTVila」において、業界で初めての対応となる、ダウンロード配信による「TSUTAYA TV セルスルーサービス」（アクトビラ ビデオ・ダウンロードセル）と「TSUTAYA TV ダウンロードレンタルサービス」（アクトビラ ビデオ・ダウンロードレンタル）を開始。同時に、世界で初めて、ブルーレイディスクなどリムーバブルメディアへのダビングに対応したハイデフ映像で、ハリウッドメジャースタジオ4社の映画・テレビシリーズを含む約580作品を配信開始[7]。
- 3月26日 - まるまる映画（東宝、東映、日活、松竹、角川映画）サービス開始[8]。
- 6月26日 - 累計接続台数が100万台突破[9]。
- 7月1日 - 東映アニメーションがサービス開始。
- 9月3日 - ポニーキャニオンがサービス開始。

### 2010年（平成22年）
- 8月30日 - パナソニックとソネットエンタテインメントを割当先とする第三者割当増資を行い、持分比率が変更となった。
  - 松下電器：45.5%
  - ソニー＋So-net：45.5％（内 ソネットエンタテインメント 42.5％、ソニー 3.0％）
  - シャープ：3%
  - 東芝：3%
  - 日立コンシューマエレクトロニクス：3%
- 9月1日 - TSUTAYA TVが、アクトビラから独立して展開するためサービスを終了[10]。

### 2012年（平成24年）
- 3月11日 - みなみそうまチャンネルの無料配信を開始。

### 2013年（平成25年）
- 4月17日 - スマートフォン及びタブレット向けのマルチデバイスサービス開始[11]。

### 2014年（平成26年）
- 12月11日 - 4K解像度に対応した、4Kアクトビラがサービス開始[12]。

### 2017年（平成29年）
- 2月24日 - WOWOWが既存株式の取得と第三者割当増資引き受けにより、アクトビラ社を子会社化[13]。
- 9月27日 - 「アクトビラ・ベーシック」のサービスが終了。これに伴い、対応するテレビでアクトビラの機能を使用することが不可能となった。

### 2020年（令和2年）
- 2月 - 「Chips!TV」を開始。
- 9月30日 - 一部対応機種における「アクトビラビデオ」、「アクトビラビデオ・フル」[14]、「4Kアクトビラ」がサービス終了[15]。NHKオンデマンド作品の配信のみ継続された[16]。

### 2021年（令和3年）
- 5月31日 - 「NHKオンデマンドpowered by acTVila」のサービスを終了[17]。

### 2022年（令和4年）
- 3月31日 - 「Chips!TV」がサービス終了 [1]。
- 8月31日 - 同日開催予定の臨時株主総会で解散決議予定[18]。
- 12月 - 清算結了予定[18]。

## コンテンツ提供者一覧
(※2015年2月時点)
- アイロゴス
- アジアドラマチックTV
- アスミック・エース
- アニメジャン
- インタラクティブメディアミックス
- エイベックス・マーケティング
- NHKオンデマンド
- FECチャンネル
- エンタ☆メ〜テレ動画
- 角川映画
- カラオケJOYSOUND
- 関西テレビ
- キッズステーション
- キネマ旬報チャンネル
- ギャガ
- 銀河ネットワーク
- KBS on Demand
- ケーブルテレビ山形
- 娯楽TV
- ゴルフダイジェスト
- 札幌テレビ放送
- サンリオ
- C-POP TV
- 松竹
- ズイヨーチャンネル
- ソニー・ピクチャーズエンタテインメント
- ソニー・ミュージックマーケティング
- タカラヅカ・オン・デマンド
- ターナージャパン(旧・ジャパンイメージコミュニケーションズ)
- チャンネル616
- 釣りビジョン
- DMM.com
- ディスカバリーオンデマンド
- TBSオンデマンド
- 手塚治虫アニメワールド
- テレ朝動画
- テレビ東京オンデマンド
- 東映
- 東映アニメBBプレミアム
- 東宝
- 東宝東和
- 徳間書店
- ナショジオ オンデマンド
- 日活
- 日テレオンデマンド
- 日本アニメーション
- パチ・スロ サイトセブン
- パチンコ★パチスロTV!
- バップ
- バンダイチャンネル
- PHP研究所
- 東日本放送
- BBB
- フジテレビ
- フライングドッグ
- ページワンTV
- Baby TV
- ポニーキャニオン
- 北海道テレビ
- めんそ～れ 沖縄チャンネル
- よみうりテレビ
- ワーナー・ブラザース

### パートナーサイト
- アーク引越センター
- 朝日画廊
- アミューズメントTV
- アメーバ芸能人ブログ
- 上田金物
- OKWave
- ボートレースTV
- コメリ
- 信金ギャランティ
- チラシミチャオ
- 釣りビジョン
- 凸版印刷
- 日本測量
- 発車オ〜ライネット
- 美人時計
- ファネット
- マース
- 南相馬市